# مايكل كراوس (كرة يد)
مايكل كراوس (بالألمانية: Michael Kraus) مواليد 28 سبتمبر 1983 في غوبينغن، ألمانيا، هو لاعب كرة يد ألماني يلعب كوسط مدافع. يلعب حاليا مع فغيش أوف غوبينغن ويحمل الرقم 25. مثل منتخب ألمانيا لكرة اليد. شارك في دورة الألعاب الأولمبية الصيفية سنة 2008.

## المسيرة الاحترافية
لعب مع فغيش أوف غوبينغن في الدوري الألماني من سنة 2002 إلى 2007، ثم انضم إلى نادي لمغو لكرة اليد من سنة 2007 إلى 2010، ثم انضم إلى فغيش أوف غوبينغن في الدوري الألماني في سنة 2013.

## سجل المنافسة
شارك في البطولات التالية:
- بطولة العالم لكرة اليد للرجال 2015

## روابط خارجية
- مايكل كراوس على موقع الاتحاد الأوروبي لكرة اليد (الإنجليزية)
- مايكل كراوس على موقع الدوري الألماني لكرة اليد (الألمانية)
- مايكل كراوس على موقع أوليمبيديا (الإنجليزية)